# Valea Cotești
Valea Cotești – wieś w Rumunii, w okręgu Vrancea, w gminie Cotești. W 2011 roku liczyła 378
mieszkańców